# علم الحروف والأسماء
علم الحروف والأسماء قال الشيخ داود الأنطاكي هو علم باحث عن خواص الحروف أفرادا وتركيبا وموضوعه الحروف الهجائية ومادته الأوفاق والتراكيب. وصورته تقسيمها كما وكيفا وتأليف الأقسام والعزائم وما ينتج منها وفاعله المتصرف وغايته التصرف على وجه يحصل به المطلوب إيقاعا وانتزاعا ومرتبته بعد الروحانيات والفلك والنجامة.
قال ابن خلدون في المقدمة علم أسرار الحروف وهو المسمى لهذا العهد السيميا نقل وضعه من الطلسمات إليه في اصطلاح أهل التصرف من المتصوفة فاستعمل استعمال العام في الخاص وحدث هذا العلم في الملة بعد الصدر الأول عند ظهور الغلاة من المتصوفة وجنوحهم إلى كشف حجاب الحس وظهور الخوارق على أيديهم والتصرفات في عالم العناصر وزعموا أن الكمال الأسمائي مظاهره أرواح الأفلاك والكواكب وأن طبائع الحروف وأسرارها سارية في الأسماء فهي سارية في الأكوان وهو من تفاريع علوم السيميا لا يوقف على موضوعه ولا تحاط بالعدد مسائله تعددت فيه تأليف البوني وابن العربي وغيرهما. وحاصله عندهم وثمرته تصرف النفوس الربانية في عالم الطبيعة بالأسماء الحسنى والكلمات الإلهية الناشئة عن الحروف المحيطة بالأسرار السارية في الأكوان. ثم اختلفوا في سر التصرف الذي في الحروف بم هو. فمنهم من جعله للمزاج الذي فيه وقسم الحروف بقسمة الطبائع إلى أربعة أصناف كما للعناصر واختصت كل طبيعة بصنف من الحروف يقع التصرف في طبيعتها فعلا وانفعالا بذلك الصنف فتنوعت الحروف بقانون صناعي يسمونه التكسير. ومنهم من جعل هذا السر للنسبة العددية فإن حروف أبجد دالة على أعدادها المتعارفة وضعا وطبعا وللأسماء أوفاق كما للأعداد. ويختص كل صنف من الحروف بصنف من الأوفاق الذي يناسبه من حيث عدد الشكل أو عدد الحروف وامتزج التصرف من السر الحرفي والسر العددي لأجل التناسب الذي بينهما فأما سر هذا التناسب الذي بينهما يعني بين الحروف وأمزجة الطبائع أو بين الحروف والأعداد فأمر عسر على الفهم وليس من قبيل العلوم والقياسات وإنما مستندهم فيه الذوق والكشف.
قال البوني ولا تظن أن سر الحروف مما يتوصل إليه بالقياس العقلي وإنما هو بطريق المشاهدة والتوفيق الإلهي. وأما التصرف في عالم الطبيعة بهذه الحروف والأسماء المركبة فيها وتأثر الأكوان عن ذلك فأمر لا ينكر لثبوته عن كثير منهم تواترا وقد يظن أن تصرف هؤلاء وتصرف أصحاب أسماء الطلسمات واحد وليس كذلك. ثم ذكر الفرق بينهما وأطال وقد ذكرنا طرفا من التفصيل في كتاب روح الحروف والكتب المصنفة في هذا العلم كثيرة جدا اهـ ما في كشف الظنون. وقد أطال ابن خلدون في بيان هذا العلم إلى ثلاثة عشر ورقا وعقد له فصولا.